# Chivalry and Sorcery
Chivalry and Sorcery ist ein amerikanisches Fantasy-Rollenspiel, das 1977 von Fantasy Games Unlimited veröffentlicht wurde.
Die Autoren Ed Simbalist und Wilf Backhaus hatten die Absicht, das Spiel nahe an der Realität des Mittelalters zu halten. Dies spiegelt sich auch in den für Fantasy-Rollenspiele typischen magischen Fähigkeiten der Charaktere wider, denn diese halten sich größtenteils im Rahmen der damaligen Vorstellungskraft. 
Unter dem ursprünglichen Verlag gab es zwei Auflagen (1977 und 1983), die dritte Auflage erschien bei Highlander Games. Eine 1999 erschienene Version Chivalry and Sorcery: The Rebirth hat Brittannia Game Designs verlegt. 
Die Spielwelt Tannoth ist der Ort, an dem Chivalry-and-Sorcery-Abenteuer stattfinden. Allerdings gibt es über Tannoth nur wenige Informationen, so dass die Spielleiter gezwungen sind, ihre eigene Welt zu erschaffen. Basis hierfür sollte das mittelalterliche Europa sein.